# Gastronomía de Toscana
La gastronomía de la Toscana (en italiano, cucina toscana), región italiana, se compone de productos, técnicas culinarias y especialidades típicos de la dieta mediterránea. Es una de las cocinas más notables de la gastronomía de Italia.
En la Toscana, la sacralità del pane, o la importancia de no tirar el pan, sino de usarlo incluso cuando esté rancio, es testigo de una larga serie de recetas antiguas aún extendidas: la panzanella, la panata, la ribollita, el acquacotta, la pappa al pomodoro, la fettunta, la sopa de verduras, la farinata, la menestra de cavolo nero (kale lacinato o col de la Toscana) o el pan co' santi. El pan toscano, cuenta con Denominación de Origen Protegida. Este pan sin sal es una costumbre que pocas regiones han adoptado (como Umbría). Parece que la costumbre se remonta al siglo XII cuando, en el apogeo de la rivalidad entre Pisa y Florencia, los pisanos impusieron precios elevados a la sal. También hay una hipótesis que dice que los propios señores de Florencia impusieron altos impuestos a la sal.
Otra característica destacable de la cocina toscana es el uso de la carne blanca y la carne de caza. Los productos de granja como aves de corral (pollo, pavo, ganso, pintada guineana y paloma), conejos y animales de caza como liebres, jabalíes, faisán y puercoespín siempre han sido el menú para grandes celebraciones. El cerdo también se usa ampliamente como plato de carne o charcutería: salami toscano, finocchiona, jamón a la sal, manteca (lardo) de Colonnata, el cual cuenta con la Indicazione geografica protetta (IGP), las salchichas y productos especiales como el buristo, de origen humilde y que se considera Prodotti agroalimentari tradizionali italiani.
Entre los quesos, la tradición se concentra en el famoso queso de oveja toscano (el pecorino). Destacan los quesos de Pienza y Maremma; también se producen y consumen el ricotta y raveggiolo entre los quesos blandos.
En cuanto a repostería, de la región son oriundos el panforte, el ricciarelli, el cavallucci, la zuppa (sopa) del duca, la torta di cecco, el migliacci y el cantuccini o biscotti di Prato.
En octubre de 2008, para promover la tradición culinaria toscana, la región publicó una pirámide alimentaria toscana.